# 정하나 (가수)
정하나(본명: 정현옥)은 대한민국의 트로트 가수이다.

## 개요
<바다가 육지라면>에 반해서 가수의 꿈을 가졌다. '정하나'라는 이름은 '넘버 원이 되라'는 의미로 지었다.

## 데뷔
2012년 10월 31일 가수 설운도가 직접 작곡하고 이수진이 작사한 <오빠가 좋아>가 수록된 정규앨범 《오빠가 좋아》로 데뷔하였다.

## 앨범
- 2012.10.31. 정규 《오빠가 좋아》, 수록곡 <오빠가 좋아>(작곡:설운도, 작사:이수진),<여자의 마음>,<누이>,<당신은 모르실꺼야>,<꼬마인형>,<빗물>,<당신만을 사랑해>,<사랑의 트위스트> (장르: 성인가요, 스타일: 트로트, 기획사/유통사: RIAK)[1]
- 2015.05.04. 정규 《정하나 (도련님/그냥 갈래요)》, 수록곡 <도련님>,<그냥 갈래요>,<여자의 마음>,<오빠가 좋아>,<안동역에서>,<님이 좋아>,<우리네 인생>,<연가>  (장르: 성인가요, 스타일: 트로트, 기획사/유통사: RIAK)[2]
- 2015.11.12. 정규 《정하나 진품 빅쇼 디스코 1,2》, 수록곡 CD1 <묻지 마세요>,<보릿고개>,<사랑님>,<연모>,<바램>,<안동역에서>,<내 나이가 어때서>,<웃으며 삽시다>,<아이 좋아라>,<최고다 당신>,<나이야 가라>,<카리스마>,<삼각관계>,<사랑아 내 사랑아>,<님이 좋아>,<일소일소 일노일노>,<오라버니>,<미운 정>,<사랑이 밧데리>,<정말 좋았네>, CD2 <여자의 마음>,<도련님>,<산다는 건>,<사랑이 오네>,<미운 사랑>,<늦기 전에>,<천년지기>,<사랑은 가슴 아픈 것>,<갈 사람>,<검정 고무신>,<두 바퀴>,<정말 사랑했어요>,<고장난 벽시계>,<사랑도 모르면서>,<부초같은 인생>,<시계바늘>,<사랑의 열쇠>,<그 다음은 나도 몰라요>,<빙빙빙>,<무슨 사랑>  (장르: 성인가요, 스타일: 트로트, 기획사: 월드미디어, 유통사: RIAK)
- 2016.04.04. 컴필레이션(옴니버스) 《최신 트롯트 노래방 인기성인 애창가요 메들리》, 수록곡 CD1 <꽃물>, CD2 <꽃바람 불면>
- 2017.12.07. 정규 《하나의 사랑 / 여자의 마음》, 수록곡 <하나의 사랑>,<여자의 마음>,<도련님>,<그냥 갈래요>,<오빠가 좋아>,<정든 내 님>,<야속한 사람>  (장르: 성인가요, 스타일: 트로트, 기획사/유통사: RIAK)[3]
- 2018.12.18. 정규 《정하나》, 수록곡 <정하나>,<능소화>,<여자의 마음>,<도련님>,<그냥 갈래요>,<하나의 사랑>,<오빠가 좋아>,<넝쿨장미>,<정든 내님>,<야속한 사람>  (장르: 성인가요, 스타일: 트로트, 기획사/유통사: RIAK)[4]
- 2019.10.25. 정규 《최신 7080포크송 인기대중 애창가요 히트송 1》, 수록곡 <꿈을 먹는 젊은이>,<사랑 사랑 누가 말했나>,<터질거에요>,<목노주점>,<너>,<나는너를>,<왜 불러>,<길가에 앉아서>,<연가>,<사랑의 진실>,<토요일밤>,<언덕에 올라>,<피리부는 사나이>,<나는 못난이>,<방랑자>,<개똥벌레>,<사랑하는 마음>,<한잔의 추억>,<그건 너>,<하얀나비>  (장르: 성인가요, 스타일: 트로트, 기획사:OK뮤직, 유통사: RIAK)
- 2019.10.25. 정규 《최신 포크송 폭스트롯 인기대중 애창가요 히트송 1》, 수록곡 <제비>,<나 같은건 없는건가요>,<웃어요>,<그녀를 만나는 곳 100m전>,<솔개>,<삐에로는 우릴보고 웃지>,<김밥>,<사는게 뭔지>,<어떤이의 꿈>,<일어나>,<바람바람바람>,<러브이즈(여우와 솜사탕 OST)>,<라구요>,<사랑이 꽃 보다 아름다워>,<짱가>,<그대는>,<남자는 배 여자는 항구>,<전화받어>,<희망사항>,<아줌마>  (장르: 성인가요, 스타일: 트로트, 기획사:OK뮤직, 유통사: RIAK)
- 2021.04.16. 싱글 《특별한 노래》, 수록곡 <둥지 떠난 어린 새>,<금은화야>  (장르: 성인가요, 스타일: 트로트, 기획사/유통사: RIAK)

## 활동
- 2013년 설운도氏의 작품 ‘여자의 마음’으로
- 현재 KBS 전국노래자랑, 가요무대, 전국TOP10가요쇼, 성인가요 I-NET, TBN 공개방송 등
- 유튜브 <트로트가수 정하나 TV> - 2019년 8월 16일 유튜브를 개설해 커버송, 각종 행사 출연 영상 등을 업로드 하고 있으며, 2021년 9월 14일 현재 구독자 수는 1760명이다.

## 수상
- 2013년 한국대중가요발전협회 《2013 코리아 팝 뮤직 어워드》 여자 신인가수상

## 라디오
- 2021.09.14. MBC충북 표준FM 《하미진 송민수의 '즐거운 오후'》 게스트, <여자의 마음>,<정 하나>,<그냥 갈래요>, 엔딩<둥지 떠난 어린 새>

## 행사
- 2016.12.19.  경북 의성 《2016 송년콘서트 - 의성국민체육센터(단북)》초대가수